# Centre opérationnel de la sécurité des systèmes d'information
Le Centre opérationnel de la sécurité des systèmes d'information (ou COSSI) est l'une des sous-directions de l'Agence nationale de la sécurité des systèmes d'information (ANSSI), elle-même rattachée au secrétaire général de la Défense et de la Sécurité nationale (SGDSN).

## Missions
Les missions du COSSI concernent les organismes d'État français (typiquement, les ministères) ainsi que les opérateurs d'importance vitale (OIV). Celles-ci consistent notamment à :
- l’analyse de la menace ;
- l’identification des vulnérabilités des systèmes et outils actuels ;
- la recherche et la qualification des attaques en cours ;
- la définition des mesures de réponse aux attaques ;
- l’aide à l’application des mesures correctrices urgentes.

Le COSSI est architecturé autour de trois divisions :
- la division Pilotage opérationnel (DPO) ;
- la division Techniques opérationnelles (DTO) ;
- la division Moyens opérationnels (DMO).

En particulier, la DTO concentre l'expertise technique du Centre gouvernemental de veille, d'alerte et de réponse aux attaques informatiques (CERT-FR), afin de mener les opérations d'audit de sécurité, de détection d'attaques, de réponse aux incidents et d’analyse de vulnérabilités et de codes malveillants. 
La DTO est architecturée en quatre bureaux, reprenant chacun un pôle d'expertise :
- le bureau audits et inspections en SSI (BAI) ;
- le bureau systèmes de détection (BSD) ;
- le bureau réponse aux incidents (BRI) ;
- le bureau failles et signatures (BFS).